# Olga Kameneva
Pour les articles homonymes, voir Kamenev.
Olga Davidovna Kameneva (russe : Ольга Давыдовна Каменева, ukrainien : Ольга Давидiвна Каменева), de son nom de naissance Bronstein (Бронштейн), née en 1883 à Iakovna, morte exécutée le 11 septembre 1941 à Orel est une révolutionnaire russe bolchevique et une femme politique soviétique. Elle est la sœur de Léon Trotski et a été la première épouse du révolutionnaire russe Lev Kamenev.

## Enfance et parcours révolutionnaire  (1883-1917)
Olga Bronstein est née en 1883 à Iakovna, dans le gouvernement de Kherson, alors dans l'Empire russe  et aujourd'hui dans l'oblast de Kirovohrad en Ukraine, un petit village à 15 km de la poste la plus proche. Elle était l'une des deux filles d'un colon juif riche mais analphabète, David Leontievitch Bronstein (ou Bronchtein, 1847-1922) et d'Anna Lvovna (née Jivotovskaïa) (1850 - 1910). Bien que la famille soit d'origine juive, elle n'est pas religieuse et les langues parlées à la maison sont le russe et l'ukrainien, mais non le yiddish.
Olga Bronstein rejoint le russe parti ouvrier social-démocrate de Russie (POSDR) en 1902, et épouse Lev Kamenev, camarade marxiste révolutionnaire. En 1908, après la sortie de prison de Lev Kamenev, ils quittent la Russie pour Genève, puis pour Paris, où Lev Kamenev devient l'un des deux adjoints de Lénine. Le couple aide à la publication de la revue bolchevique Le Prolétaire. En janvier 1914, ils rejoignent Saint-Pétersbourg, où Lev Kamenev dirige le journal Pravda, maintenant légal, et le groupe bolchévique à la Douma.  

## Suivi des questions théâtrales et participation à la section des femmes du PCUS  (1918-1920)
Au début de 1918, après la Révolution d'octobre de 1917, Olga Kameneva est nommé à la tête du département du théâtre du Commissariat du Peuple pour l'Éducation. Travaillant avec le metteur en scène et théoricien Vsevolod Meyerhold, elle essaie de se radicaliser le théâtre russe, nationalisé et placé sous le contrôle bolchévique. Meyerhold est atteint de tuberculose en mai 1919 et doit se soigner dans le sud de la Russie. En son absence, le commissaire du Peuple, Anatoli Lounatcharski, abandonne cette politique avec le soutien de Lénine, revient au soutien aux théâtres traditionnels et met fin aux fonctions de Kameneva en juin.
Elle rejoint alors dès sa mise en place en octobre 1919 le bureau de la section des femmes du Parti Communiste. En 1920, elle apporte son soutien au commissaire du Peuple à la santé Nikolaï Semachko, d'avis que la contraception est « incontestablement néfaste » et ne doit pas être préconisée.

## Suivi des relations soviétiques avec l'Occident (1921-1928)

Olga Kameneva en 1927

De 1921-1923 Olga Kameneva est l'une des principales membres de la Commission centrale pour la lutte contre les conséquences de la famine et elle organise une campagne de propagande dans la presse soviétique contre l' American Relief Administration (ARA) d'Herbert Hoover. En 1923-1925 elle est à la tête de l'éphémère commission pour l'aide étrangère (KZP), une commission gouvernementale soviétique qui administre et ensuite liquide les organismes de bienfaisance étrangers présents dans l'Union soviétique. De 1926 à 1928 elle est présidente  de la Société pour les relations culturelles de l'URSS avec l'étranger (VOKS). À ce titre, elle accueille de nombreuses personnalités occidentales, par exemple, Le Corbusier et Theodore Dreiser, et représente l'Union soviétique lors des festivités de Vienne commémorant le centenaire de la mort de Ludwig van Beethoven, en mars et avril 1927. Elle dirige au cours des années 1920, un des principaux salons littéraires de Moscou.
Sa vie familiale subit l'effet dans le début des années 1920 de la liaison de Lev Kamenev avec la sculptrice Clare Consuelo Sheridan. Il la quitte à la fin des années 1920,.

## Éviction et exécution (1928-1941)
Kameneva perd rapidement son influence après la défaite de Kamenev et Trotski  au Congrès du Parti Communiste en décembre 1927. Le 27 juillet 1935, à la suite de l'affaire du Kremlin, le NKVD lui interdit de séjourner à Moscou et à  Leningrad pendant 5 ans. Après la parodie de procès de Lev Kamenev et son exécution le 25 août 1936, elle est arrêtée et emprisonnée. Son plus jeune fils, Iouri Lvovitch Kamenev, est exécuté le 30 janvier 1938 à l'âge de 17 ans. Son fils aîné, officier de l'armée de l'air, Alexandre Lvovitch Kamenev, est exécuté le 15 juillet 1939, à l'âge de 33 ans.
En 1941, elle est internée à la prison d'Orel et fusillée le 11 septembre 1941, dans la forêt de Medvedev, avec Christian Rakovsky, Maria Spiridonova et 160 autres prisonniers politiques. Cette exécution est l'un des nombreux massacres de prisonniers par le NKVD commis en 1941.